# ニヨン-サン＝セルゲ-モレ鉄道ABDe4/4 1...6形電車

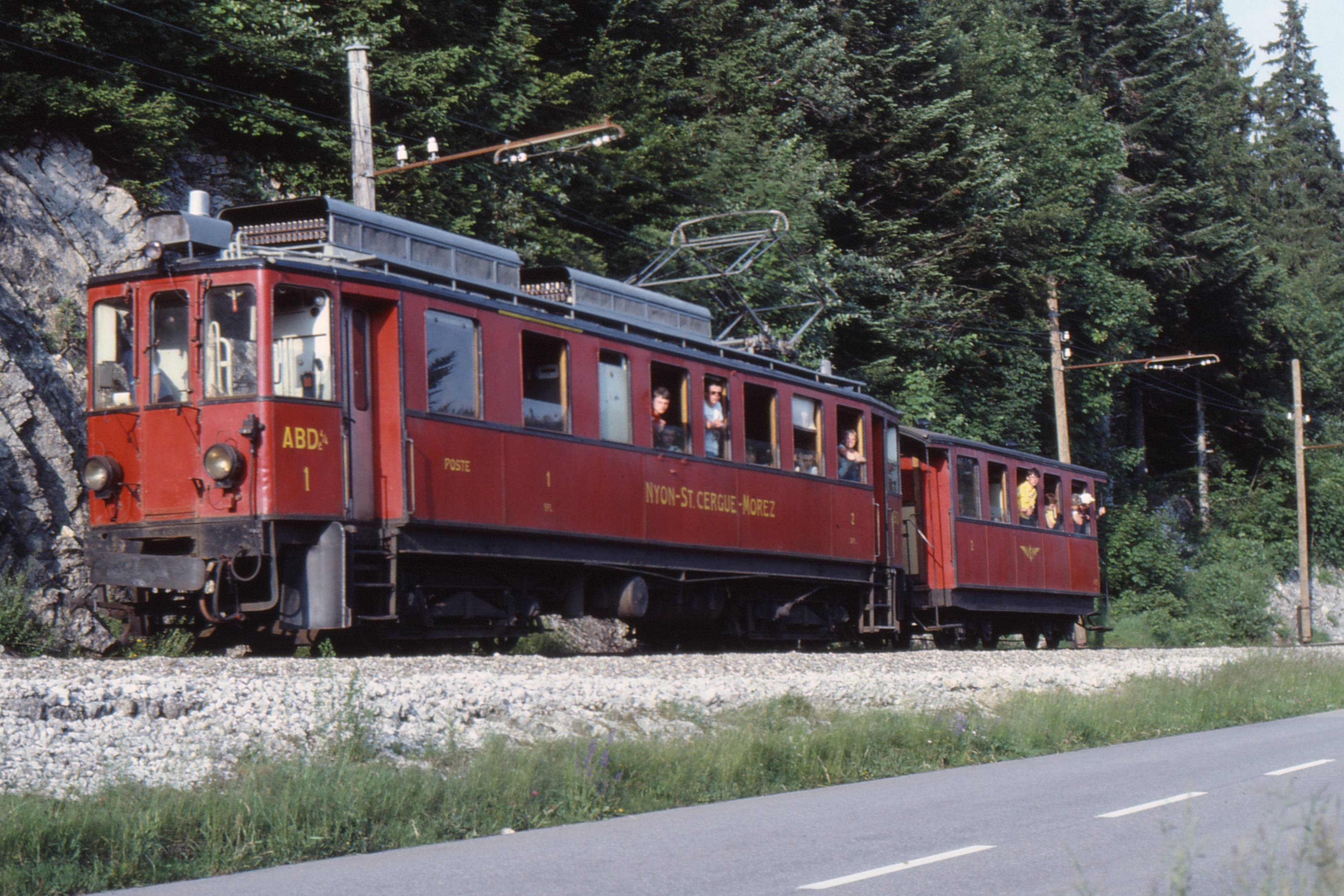
客車1両を牽引するABDe4/4 1号機、ラー・ギヴリーネ駅付近、1983年

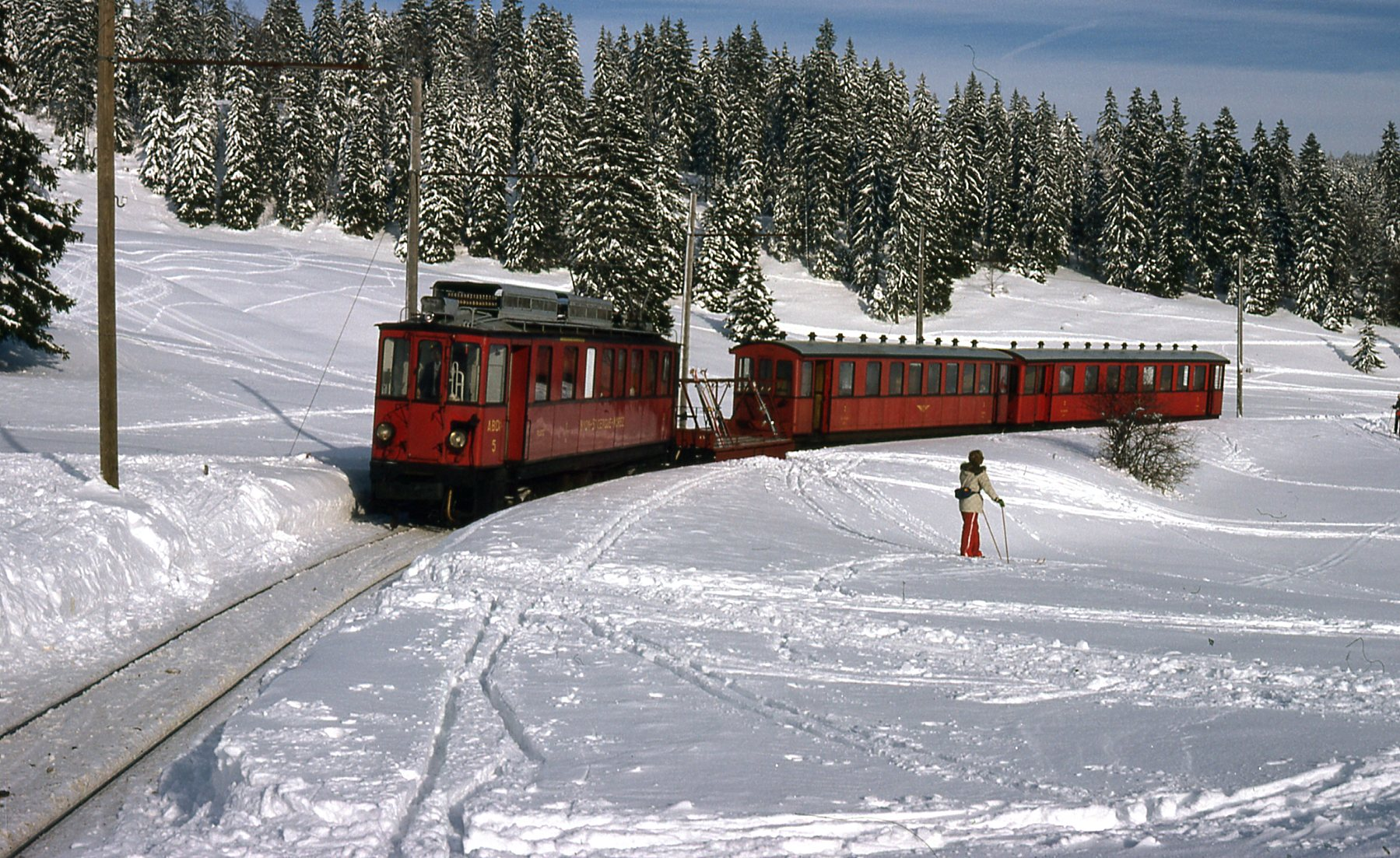
ABDe4/4 5号機がスキー板輸送用貨車、BC 51...62形客車2両を牽引する列車

ニヨン-サン＝セルゲ-モレ鉄道ABDe4/4 1...6形電車（ニヨン-サン＝セルゲ-モレてつどうABDe4/4 1...6がたでんしゃ）は、スイス西部の私鉄であるニヨン-サン＝セルゲ-モレ鉄道（Chemin de fer Nyon-Saint-Cergue-Morez (NStCM)）で使用されていた山岳鉄道用電車である。なお、本機はBCe4/4形の1号機およびBCe2/4形の5、6号機として製造されたものであるが、その後荷物室の設置、5、6号機への主電動機の増設と1956、62年の称号改正によりABDe4/4形の1、5および6号機となっているものである。

## 概要
1916年から1917年にかけてスイス西部レマン湖畔のニヨンからスイス - フランス国境の街であるラ・キュールまで26 kmが開業し、1921年には国境を越えたフランス側のジュラ電気鉄道（1931年以降はモレ-ラ・キュール鉄道となる）を経由してフランス国鉄に接続するモレまで直通していたニヨン-サン＝セルゲ-モレ鉄道は、開業当初よりスイス国内では珍しい架線電圧DC 2200 Vで電化されていた。イタリアではその後一般的となる直流の高電圧による電化であるが、スイス国内においては1914年に開業したクール・アローザ鉄道でDC 2000 V（後に2400 Vに昇圧）が採用されたのに続きニヨン-サン＝セルゲ-モレ鉄道が2例目であったが、以後他の鉄道では直流電化は従来通りのDC 750 - 1500 Vが主流となり、高電圧での電化はこの2鉄道のみであった。このニヨン-サン＝セルゲ-モレ鉄道は電車が客車や貨車を牽引する列車で運行されることとなり、1916年のニヨン - サン・セルゲ間19 kmの開業に際してBC 20-21形およびBC 22-24形客車計4両、貨車と共に総額250,000スイス・フランで用意された機体が車軸配置Bo'Bo'のBCe4/4 1号機と、同一形式で車軸配置を2'Bo'としたBCe2/4 5および6号機の計3機の2等/3等合造電車である。さらにその後1917年のサン・セルゲ - ラ・キュール間の開業に合わせて1918年に同型で室内配置を変更して3等/荷物/郵便合造電車のCFZe 4/4 10-11形が増備されたほか、フランス側でも同じく同型で室内配置を変更したBCFZe4/4 1形およびBCFe4/4 2形が24年、36年に用意されており、この一連の機体はニヨン市街における併用軌道通過に対応した幅2170 mmの狭幅で、大型の側面窓やRが大きく平たい屋根を持つ車体と、比較的大出力の主電動機による43.1 kN（BCe2/4 5、6号機は21.6 kN）の牽引力を特徴とする勾配線用機であり、再急勾配60 ‰のニヨン-サン＝セルゲ-モレ鉄道線で旅客列車、貨物列車を牽引できる性能を有している。これらの機体のうち、本項で記述するABDe4/4 1...6形はBCe4/4形の1号機およびBCe2/4形の5、6号機として製造された機体を出自としており、BCe2/4 5、6号機は1917年に主電動機2基を増設して、製造当初から4基搭載であったBCe4/4 1号機と合わせてBCe4/4 1...6形に、その後1956年の称号改正によりABe4/4 1...6形、1966年の荷物室設置によりABDe4/4 1...6形となったものであり、車体、機械部分、台車をSWSが、電機部分、主電動機はBBCが担当して製造されている。
なお、各機体の形式機番、製造所、製造年、その後の履歴は下表の通り
| BCe4/4形、BCe2/4形 形式機番（製造時） | 製造所  | 製造年 | 主電動機増設（1917年） →BCe4/4形 | 称号改正（1956年） →ABe4/4形 | 形式変更（1966年） →ABDe4/4形 | 廃車年 |
| ------------------------------------- | ------- | ------ | -------------------------------- | ---------------------------- | ----------------------------- | ------ |
| BCe4/4 1                              | SWS/BBC | 1916年 | -                                | ABe4/4 1                     | ABDe4/4 1                     | 1986年 |
| BCe2/4 5                              | SWS/BBC | 1916年 | BCe4/4 5                         | ABe4/4 5                     | ABDe4/4 5                     | 1986年 |
| BCe2/4 6                              | SWS/BBC | 1916年 | BCe4/4 6                         | ABe4/4 6                     | ABDe4/4 6                     | 1981年 |

## 仕様

### 車体
- 車体構造は1900 - 30年代の私鉄車両では標準であった木鉄合造構造で、台枠は鋼製で、その上に木製 の車体骨組および屋根を載せて前面および側面外板は鋼板を木ねじ止めとしたものとし、屋根、床および内装は木製としている。
- 台枠は溝形鋼のリベット組立式で、側梁を前後8400 mm間隔の枕梁間には左右1940 mm間隔で、端梁-枕梁間にはその一段内側の1600 mmに配置し、その間に横梁を渡した低床式路面電車と同様の構造となっているが、前後端の運転室・デッキ部と中央の客室の間には段差の無い構造であるほか、連結器設置箇所を除いて機器吊用梁以外の台枠中梁が無く、牽引力を側梁のみで伝達する構造となっている。車体は両運転台式で、側面下部にはごくわずかに裾絞りが付き、前後乗降口には乗降扉が設置されずにオープンデッキとなっているほか、併用軌道の走行に対応するために、1000 mm軌間の電車では通常2600 - 2700 mm程度である車体幅が2170 mmに抑えられ、同様に併用軌道での曲線通過時のオーバーハング抑制のため乗降口部から車体端側が左右に大きく絞り込まれて端部では車体幅1700 mmに狭まっているのが特徴である。また、窓下および窓枠、車体裾部 に型帯が入るほか、窓類は下部左右隅部R無、上部左右隅部がR付きの形態となっている。
- 正面は平面構成の3枚丸妻形態で、中央の貫通扉の左右に正面窓があり、正面下部左右と上部屋根中央部に外付式の丸形前照灯が配置されるものであるが、1900-1920年代のスイス私鉄電車の標準スタイルと比較して、屋根が薄く正面車体上端部が直線である、正面窓が大きいなどの特徴があるものとなっている。連結器 は台枠取付のねじ式連結器の緩衝器が中央一箇所でフックとリンクがその下部に配置されるタイプとなっており、空気ブレーキ用の連結ホースがその脇に装備されている。運転室は当時のスイスの電車で標準的な立って運転する形態で、正面中央の貫通扉の右側に力行および電気ブレーキ用の大形 のマスターコントローラーが、左側にブレーキハンドルおよび手ブレーキハンドルが設置されており、運転士は状況に応じてデッキ内を移動し ながら運転を行う。
- 車体内は後位側から前後長さ940 mm運転室、800 mmでオープン式の乗降 デッキ、各々1750 mmの禁煙2等室、喫煙2等室（いずれも現在の1等室）、1200 mmのトイレおよび主制御器室、2440 mmの禁煙3等室、4320 mmの喫煙3等室（いずれも現在の2等室）、800 mmの乗降デッキ、940 mmの運転室の配列となってお り、側面は窓扉配置1D215D1（運転室 - 乗降デッキ - 2等室窓 - トイレ窓（反対サイドは主制御器室換気用ルーバー）- 3等室窓 - 乗降デッキ - 運転室窓）となっている。乗降デッキは 高さ450 mmと340 mmのステップ2段付きでデッキ床面高は軌道面上1125 mm、客室床面高は1165 mm、客室との扉は片開戸、運転室との扉は片引戸となっており、側面窓は幅1000 mmおよび700 mm（トイレ、主制御器室、3等室の1箇所）、高さ900 mm の大型サッシュレス下落し窓となっている。また、屋根上は前位側の台車上部に大型のパンタグラフ1基と、水雷型のベンチレーター5基、細長い形態の空気タンクが前後方向に左右800 mm間隔で2本設置されている。
- 客室は車体幅が狭いため、2等室、3等室とも2+1列の3人掛けを基本とした固定式クロスシートを配置しており、座席定員は禁煙2等室が向かい合わせ1ボックスの6名、喫煙2等室が1ボックス5名、禁煙3等室が1.5ボックス8名、喫煙3等室が3ボックス18名の計43名となっている。座席は2等室のものがシートピッチ1750 mmでクッション、ヘッドレストと肘掛付のもの、3等室のものはシートピッチ1440 mmでヘッドレストの無い木製ニス塗りの ベンチシートで、2人掛けのものには座席上部に枕木方向に荷棚が設置されている。室内天井は白で中央部には1 - 1.5ボックス当たり1箇所白熱灯式室内灯が装備され、側壁面は木製ニス塗りとなっている。
- 車体塗装は濃茶色をベースに車体縁部や窓枠に縁取りの細い飾り帯が入るもので、側面下部中央に「NYON-ST.CERGE-MORES」の、各室ごとに客室等級と禁煙・喫煙・荷物室の区別および座席定員が、両端部に形式名機番がそれぞれ飾り文字で入っている。また、車体台枠、床下機器と台車は黒、屋根および屋根上機器はグレーである。

### 走行機器
- 制御装置はBBC製の機械式直接制御式抵抗制御のものを搭載しており、定格電圧1100 V、出力73.6 kWのTyp GTM8主電動機を制御している。主電動機4基搭載の1号機は主電動機2台を永久直列とし、これを直列7段、並列4段で制御して定格出力294 kWの性能と40 km/hの最高速度を発揮するほか、電気ブレーキとして6段の発電ブレーキを装備している。また、主電動機2基搭載の5、6号機は同一の主制御器で2基のみの主電動機を7段で制御しており、発電ブレーキは同じく6段であるほか、主電動機4基搭載の1号機も切換器操作によって主電動機2基での運転が可能になっている。なお、本形式は基本的には単行で運行されるが、重連総括制御機能を持たないため、重連時には協調運転で運行される。
- 1920年代頃のスイスでは主制御器はDC 1500 V程度までの架線電圧の機体では直接制御式とするのが主流であったが、本形式はDC 2200 Vを使用しているため、車体中央部の機器室内に主制御器を搭載して前後の運転室のマスターコントローラーのハンドル操作を車体床下を通したシャフトで主制御器に伝達して直接主制御器のカム軸制御器を操作し、床下に搭載した主抵抗器を使用して制御する方式となっており、一部補助回路を蓄電池のDC 36 V回路により制御している。
- ブレーキ装置は制御装置による発電ブレーキのほか、手ブレーキと空気ブレーキとして直通ブレーキを装備し、床下に台車ごとに計2基装備されたブレーキシリンダからブレーキロッドにより片押し式の踏面ブレーキを制御している。また、電動空気圧縮機はDC 2200 V駆動で容量590 lのBBC製Typ GC2を1基床下に搭載している。
- 台車はSWS製の鋼材組立て式の当時の標準的な構造のもので、主電動機を台車枠の車軸内側に吊り掛けてに装荷しており、枕ばねは重ね板ばね、軸ばねはコイルばねとなっており、荷重は心皿と側受を、牽引力はセンターピンを介して伝達される。なお、動輪は8本（対）スポークの松葉スポーク車輪となっているほか、先頭部には小型の排障器兼スノープラウが設置されている。
- 前照灯、室内灯などの灯具類と客室暖房は基本的にDC 2200 Vと制限抵抗による動作となっており、このほかDC 36 V・20 Ahの蓄電池とその充電装置を搭載している。

### 主要諸元
- 軌間：1000 mm
- 電気方式：DC 2200 V 架空線式
- 最大寸法：全長16400 mm、全幅2200 mm、車体幅2170 mm、屋根高3430 mm
- 軸配置：Bo'Bo'（1号機）、2'Bo'（5、6号機）
- 軸距：2300 mm
- 台車中心間距離：8400 mm
- 車輪径：920 mm
- 重量：30.1 t（1号機）
- 定員：2等11名、3等26名
- 走行装置
  - 主制御装置：抵抗制御
  - 主電動機：Typ GTM8直流直巻整流子電動機（定格出力73.6 kW、回転数660 rpm、最大回転数1150 rpm）×4台（1号機）、×2台（5、6号機）
  - 定格出力
    - 294 kW（26 km/hにおいて、1号機）
    - 147 kW（26 km/hにおいて、5、6号機）

  - 定格牽引力
    - 43.1 kN（24 km/hにおいて、1号機）
    - 21.6 kN（24 km/hにおいて、5、6号機）

  - 減速比：75:17=4.40
- 最高速度：40 km/h（設計最高速度45 km/h）
- ブレーキ装置：空気ブレーキ、手ブレーキ、発電ブレーキ

### 改造
- 主電動機2基分が搭載準備となっていたBCe2/4 5号機と6号機は1917年に後位側台車に同じTyp GTM8直流直巻整流子電動機を搭載して出力増強を図って形式機番もBCe4/4 5号機および6号機となってBCe4/4 1号機と同一仕様に変更されている。
- 1932-39年に床下の主抵抗器を屋根上に移設して発電ブレーキ時の連続定格容量を増加させ、代わりに屋根上の空気タンクを床下に移設する工事を行なっている。
- 1952年に床下に出力DC 300 V・40 kWの電動発電機を搭載して補機電源の低圧化を図っており、室内の電気暖房、灯火類の電源が架線電圧のDC 2200 Vから変更され、正面の電気暖房引通用の電気連結器が変更されている。
- 1955年に乗降口に隣接した2等室および3等室の各1ボックス分の座席を撤去し、デッキと客室の仕切壁を移設して乗降デッキを拡大して乗降時の旅客の流れをスムーズにするとともに、従来扉が設置されていなかった乗降口に2枚外開式の扉を設置する工事を実施している。なお、これにより2等室の座席定員が11名から5名に、3等室は26名から20名に変更となっているほか、デッキに6名ずつ計12名の折畳座席が設置されている。また、その後1966年には後位側のデッキのもとの1ボックス分の区画を仕切って面積4 m2の郵便荷物室に改造して郵便仕分棚等を設置しており、形式名がABe4/4形からABDe4/4形に変更されている。
- このほか、外観上では台枠端梁左右に左右分割式スノープラウの設置、正面貫通扉窓へのウインドワイパーの設置、前照灯の変更、動輪の松葉スポーク車輪から通常の10本スポーク車輪への交換、塗装では飾り帯の省略と車体型帯と窓枠の黒の色差し、客室等級標記のローマ数字から数字への変更などがされている。

## 同型機

### ニヨン-サン＝セルゲ-モレ鉄道ABDe4/4 10-11形
- 1918年にBCe4/4 1...6形の増備としてBBCおよびSWS製のCFZe4/4 10-11形として製造された機体であり、主要構造および機器類はBCe4/4 1...6形と同一であるが室内配置が変更されて3等/荷物/郵便電車となっている。室内は前位側から郵便室、荷物室、トイレと主制御器室、3等室の配置となっており、郵便室には両開式の開戸が、荷物室には片引戸が設置されていた。
- その後1937年には荷物室を廃止して2等室と3等室とする改造を実施してBCZe4/4 10-11形に、その後1955-55年郵便室を荷物室に変更してBCFe4/4 10-11形に変更されており、その後1956年の称号改正でABFe4/4 10-11形、1962年の称号改正[7]によりABDe4/4 10-11形となっている。そのほか主抵抗器の大容量化や補助回路の低圧化、乗降口への扉設置とデッキ改大などの改造はABDe4/4 1...6形と同時期に同内容のものが実施されている。

### モレ-ラ・キュール鉄道ABFe4/4 1形
- 1921年にフランス側のラ・キュール - モレ間の開業後は直通運行するニヨン-サン＝セルゲ-モレ鉄道の車両とフランス側を運営するジュラ電気鉄道が導入した客車と貨車で運行されていたが、その後1924年に同鉄道最初の電車として2等/3等/荷物/郵便合造電車のBCFZe4/4 1形を導入している。この機体は車体の製造所がSWSからフランスのDyB[8]に変更となったほか、ニヨン-サン＝セルゲ-モレ鉄道の機体と主要構造および機器類は同一であるが室内は前位側から2等室、荷物室、3等室、郵便室の配置で、荷物室には片引戸が設置され、郵便室は乗降口を共用していた。なお、車体製造所は変更となっているが外観も乗降口上部にアーチ状の飾りがつくなどの細部以外は同一となっている。
- その後1931年にジュラ電気鉄道が経営破綻したため、フランス側の区間の運行はモレ-ラ・キュール鉄道が引継いて運行しており、本機は1952年にABFZe4/4 1形に称号改正されつつ、他の機体と同様の機器類やデッキ拡大の改造を実施していたが、同鉄道も1958年に廃止となり、本機を含む車両はニヨン-サン＝セルゲ-モレ鉄道が引継いでいる。
- 本機はニヨン-サン＝セルゲ-モレ鉄道ではABFZe4/4 3形となり、その後1962年にABDZe4/4 3形に称号改正され、1966年にABDe4/4 3形に形式変更されている。

### モレ-ラ・キュール鉄道ABFe4/4 2形
- フランス側のジュラ電気鉄道を引継いだモレ-ラ・キュール鉄道が1936年にBCFe4/4 2形として増備した2等/3等/荷物合造電車であり、車体の製造所がフランスのCGV[9]に変更となり、乗降口に片開き戸を設置し、乗降デッキを若干拡大する、駆動装置の歯車比が5.13となるなどの変更がなされているほか、主抵抗器は当初より屋根上搭載となっている。なお、その後1952年には補助回路の低圧化の改造を実施しているほか、ABFe4/4 2形に称号改正されている。
- 本機も1958年にはニヨン-サン＝セルゲ-モレ鉄道引継がれてではABFe4/4 2形となり、1962年にABDe4/4 2形に称号改正されている。

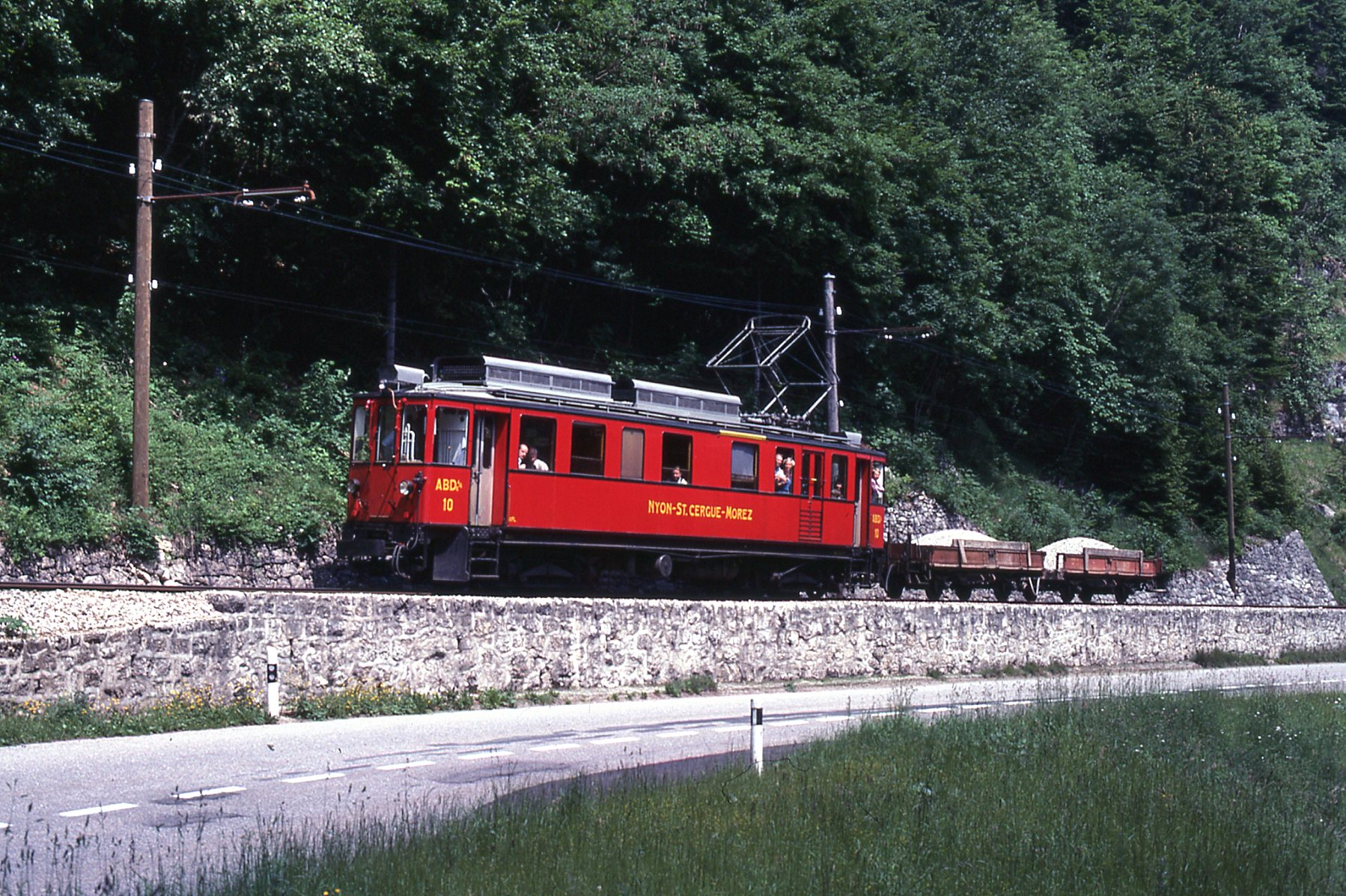
3等/荷物/郵便合造車のCFZe4/4 10-11形として製造されたABDe4/4 10-11形の10号機
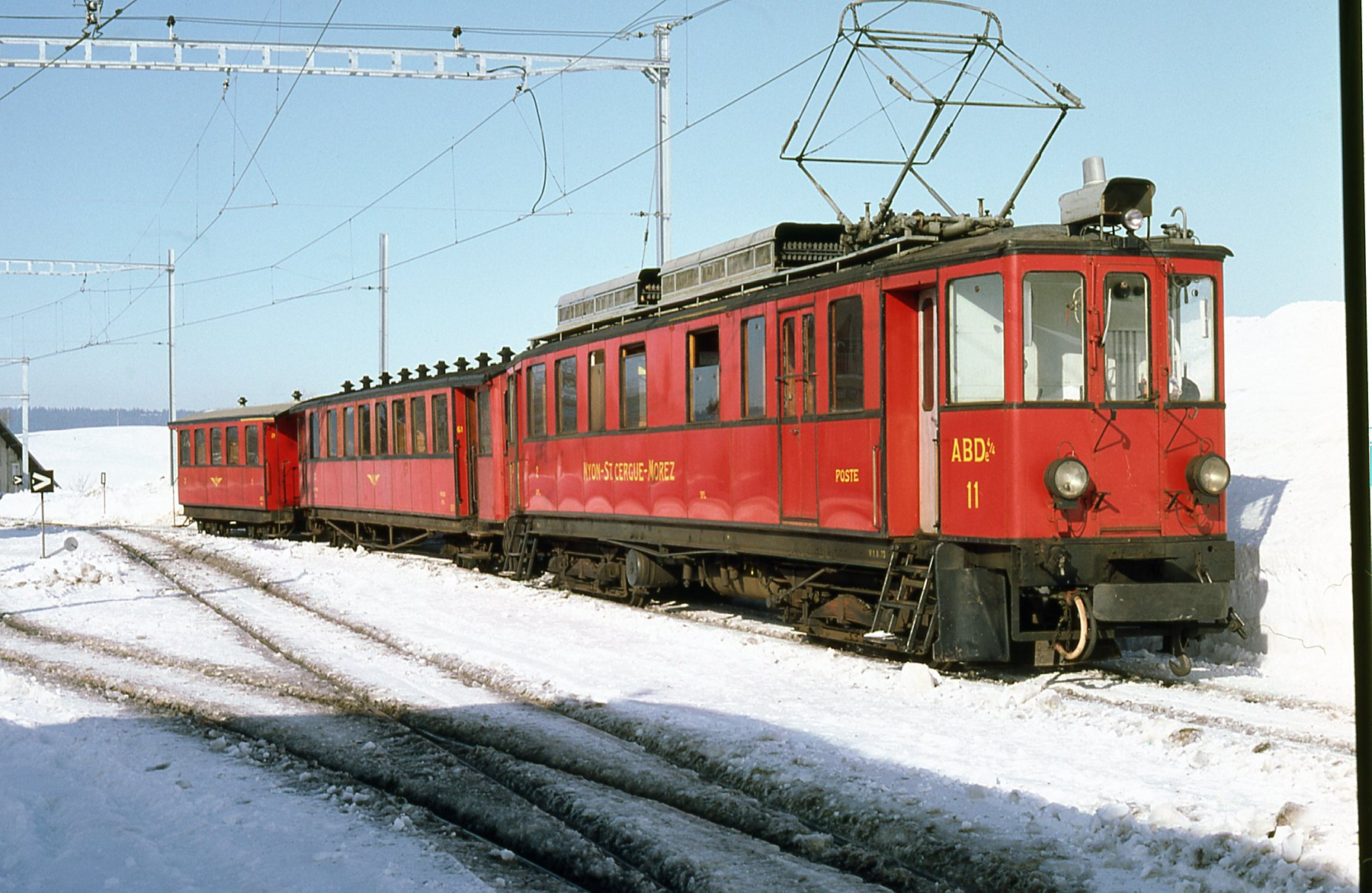
同じく3等/荷物/郵便合造車のCFZe4/4 10-11形として製造されたABDe4/4 10-11形の11号機
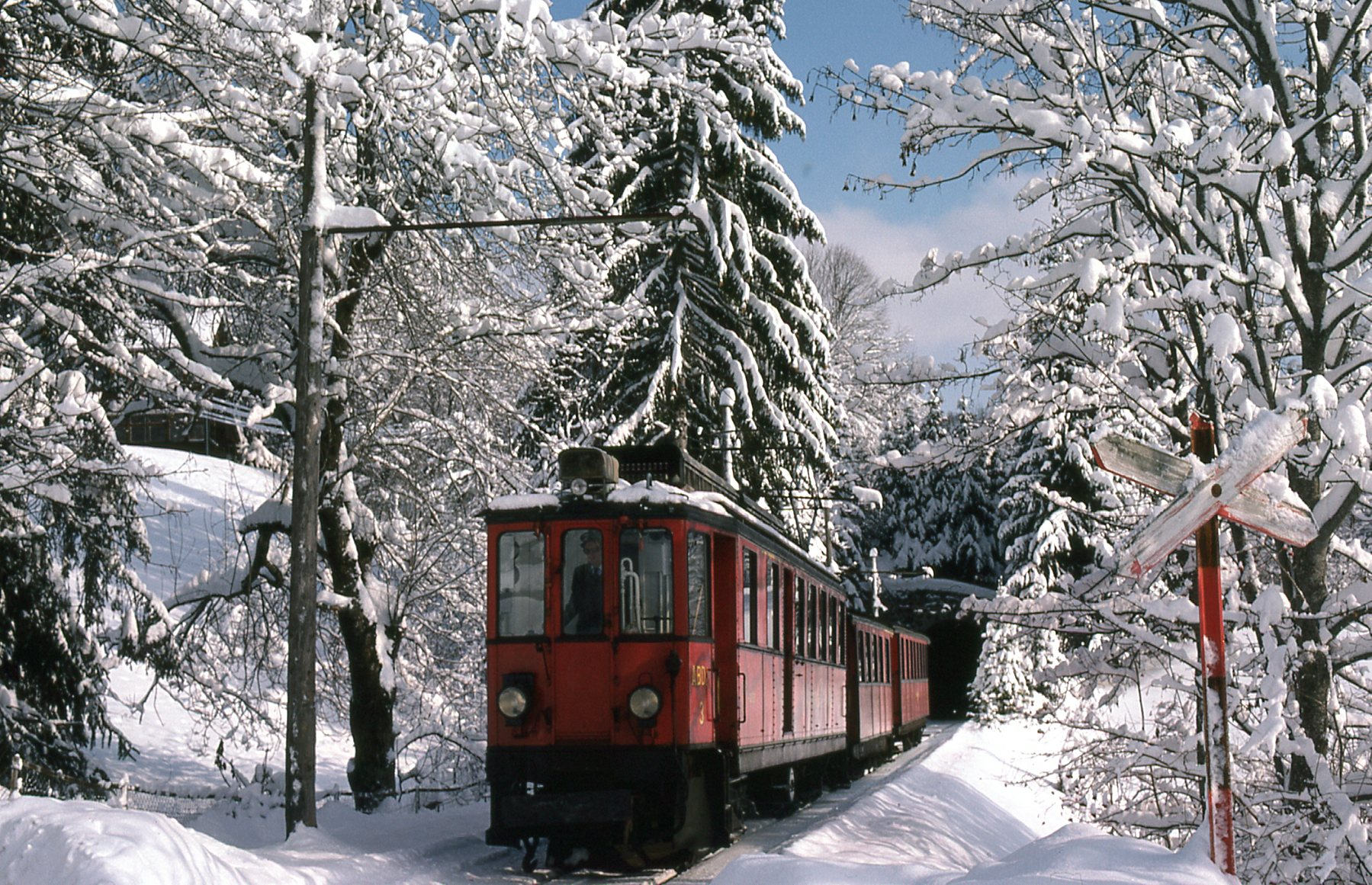
ジュラ鉄道の2等/3等/荷物/郵便合造車のBCFZe4/4 1形として製造されたニヨン-サン＝セルゲ-モレ鉄道ABDe4/4 3形
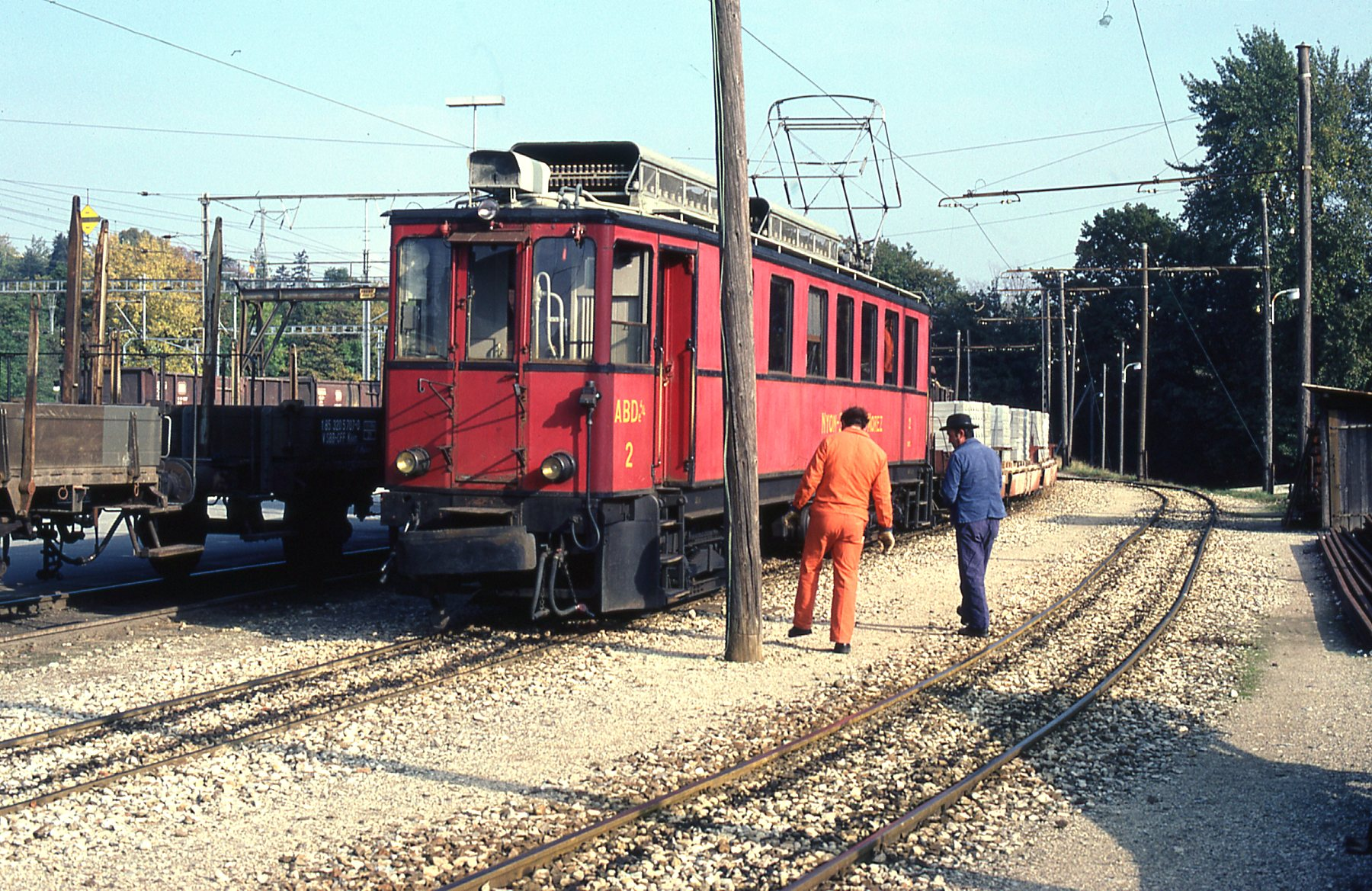
モレ-ラ・キュール鉄道の2等/3等/荷物合造車のBCFe4/4 2形として製造されたニヨン-サン＝セルゲ-モレ鉄道ABDe4/4 2形

## 運行・廃車・譲渡
- ニヨン-サン＝セルゲ-モレ鉄道の全線は全長26.73 km、最急勾配は60 ‰で、スイス西部レマン湖畔で標高395 mのニヨンからジュラ山脈のリゾート地である標高1044 mのサン・セルグを経由して最高1230 mの地点を越えてフランス国境に近い標高1155 mのラ・キュールに至る山岳路線であるほか、1958年までは国境を越えてフランス国内のモレに至る延長39.1 kmの路線であり、モレではフランス国鉄に接続してパリ方面へのルートの一つを形成していた。
- 本形式はニヨン-サン＝セルゲ-モレ鉄道の国境を越えたフランス側を含む全線で運行されており、客車を牽引した旅客列車だけでなく、貨物列車や工事列車、除雪列車の運行にも使用されていた。
- ニヨン - ラ・キュール間の運行であった1920年夏ダイヤでの運行はニヨン - ラ・キュール間が3往復、所要約90分、ニヨン - サン=セルゲ間の区間列車が3往復（臨時1往復）、所要約60分であり、全線開通後の1935年夏ダイヤではニヨン - サン=セルゲ - モレ間が平日4往復、休日5往復で、区間列車がニヨン - ラ・キュール間が平日1往復、休日2.5往復、ニヨン - サン=セルゲ間が1.5往復、サン=セルゲ - モレ間が0.5往復、レ・ルス - モレ間1往復の運行でニヨン - モレ間は所要約120分であった。
- その後1940年には国境を越える列車の運行が中止され、1948年に再開されているが、1958年のモレ-ラ・キュール鉄道の廃止後はラ・キュールでのバスへの接続に変更されている。
- ニヨン-サン＝セルゲ-モレ鉄道とジュラ電気鉄道/モレ-ラ・キュール鉄道の車両は共通で運行されており、本形式を含む電車7機のほか、両鉄道が新製した2軸客車のAB 20-21形およびB 22-24形（いずれも後に2軸ボギー客車に改造）と2軸ボギー客車のB 51-52形およびB 61-62形などの14両の客車、26両の貨車が使用されていたほか、1979年にビール-テウフェレン-インス鉄道[10]から軽量客車のB 341-342形[11]を授受して本形式が牽引する列車として運行している。
- ニヨン-サン＝セルゲ-モレ鉄道では車両および送電設備の老朽化に対応するために1982年に総額2,700万スイス・フランの近代化計画を立案しており、1985年11月5日にサン・セルグ - ラ・キュール間が、翌12月5日にニヨン - サン・セルゲ間の電気方式がDC 2200 VからDC 1500 Vに変更されて旧来の車両がBe4/4 201-205形電車とBt 301-305形制御客車を主力として、B 341-342形やジュラ鉄道[12]から授受したBDe4/4 231-232形とローザンヌ-エシャラン-ベルヒャー鉄道[13]から授受したBDe4/4 221形に置き換えられており、本形式はABDe4/4 6号機が1981年に、1、5号機が1986年に廃車となっている。
- 廃車後はABDe4/4 1号機と6号機が1986年にフランスの観光鉄道であるラ・ミュール鉄道[14]に譲渡され、ABDe4/4 1号機が運行され、5号機は予備機となっており、同様に1991、92年までに譲渡されたABDe4/4 10号機と11号機は11号機が運行され、10号機が予備機となっていたが、2010年に鉄道車両保存団体であるNyon-St.Cergue Rétroによってニヨン-サン＝セルゲ-モレ鉄道に戻されている。